# 拉姆丹賈馬勒區

36°45′N 6°54′E / 36.750°N 6.900°E
拉姆丹賈馬勒區（阿拉伯语：‎），是阿爾及利亞的行政區，位於該國東北部，由斯基克達省負責管轄，首府設於拉姆丹賈馬勒，面積159平方公里，1998年人口为32,120人，人口密度每平方公里200人。